# Superluna

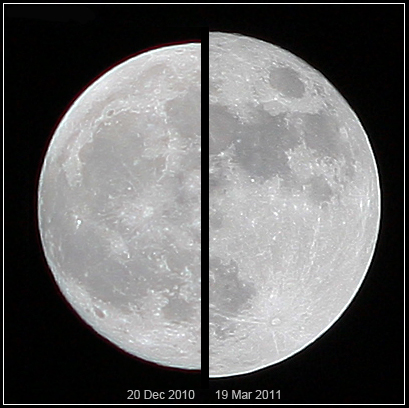
La superluna del 19 de marzo de 2011 (derecha) comparada con una luna promedio el 20 de diciembre de 2010 (izquierda), vista desde la tierra

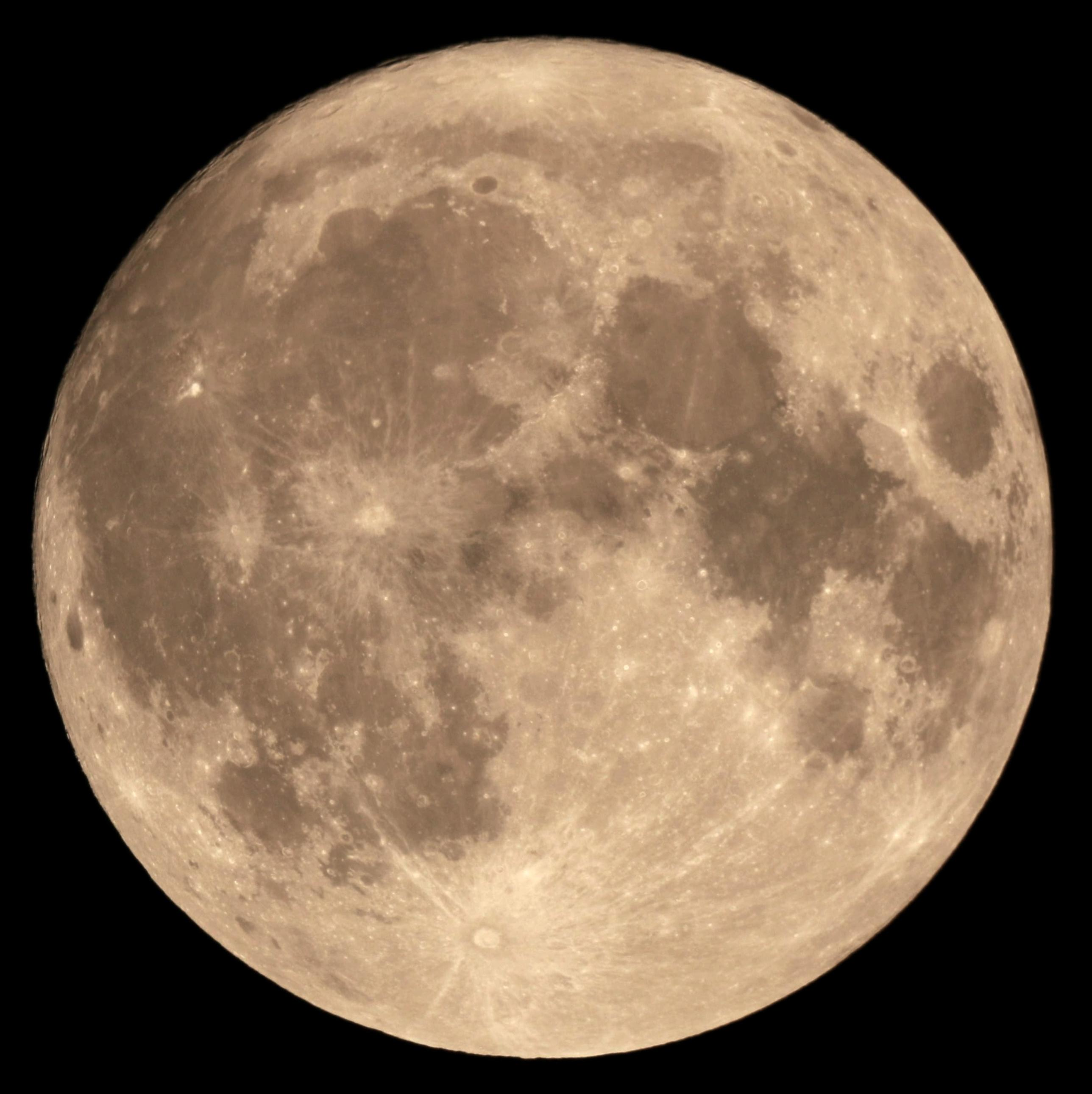
La superluna del 14 de noviembre de 2016 estaba a del centro de la Tierra, la más cercana desde 1948. No estará más cerca hasta 2034.

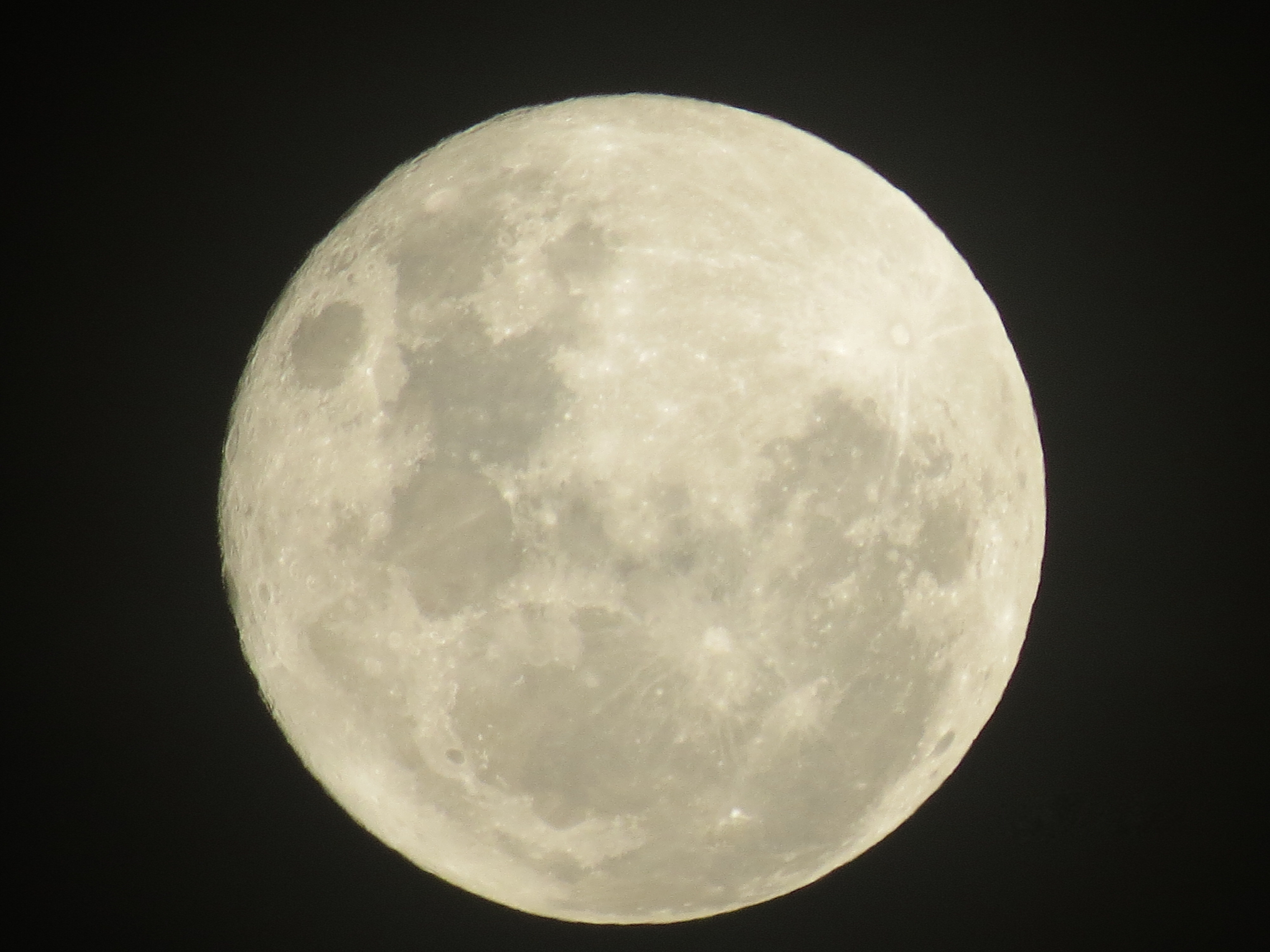
Super luna, Montevideo, Uruguay

Se denomina superluna a la coincidencia de la luna llena o luna nueva con el mayor acercamiento de esta a la Tierra (el perigeo). Esto ocurre debido a que la órbita lunar es elíptica. En dichos casos se la suele apreciar algo más grande y más brillante de lo normal. El fenómeno opuesto, una sizigia de apogeo o una luna llena (o nueva) alrededor del apogeo, se ha denominado microluna.

## Etimología
El término superluna fue acuñado por el astrólogo Richard Nolle en 1979, quien lo definió como:

"SuperMoon is a word I coined in a 1979 article for Dell Publishing Company's HOROSCOPE magazine, describing a new or full moon which occurs with the Moon at or near (within 90% of) its closest approach to Earth in a given orbit." español "SuperLuna es una palabra que acuñé en un artículo de 1979 para la revista HOROSCOPE de Dell Publishing Company, describiendo una luna nueva o llena que ocurre con la Luna en o cerca (dentro del 90%) de su aproximación más cercana a la Tierra en una órbita determinada".

Es decir, una luna nueva o llena cuya distancia relativa al perigeo de su órbita es mayor o igual que el 90 %. El término fue introducido originalmente debido a que, según Nolle, las superlunas estarían asociadas con grandes huracanes, erupciones volcánicas y terremotos. Nolle introdujo el término con objeto de caracterizar esas influencias.
A pesar del origen, y de que en principio la definición corresponde tanto a la luna nueva como a la luna llena, con el tiempo el término "superluna" se ha popularizado para referirse genéricamente a la luna llena que sucede cerca del perigeo, y que, por tanto, suele ejercer una mayor fuerza de marea y tener un diámetro aparente algo más grande de lo normal. Es así bastante habitual que el término sea utilizado sin referirse expresamente a la definición de Nolle, y sin precisar en cada caso qué es lo que se entiende por "cerca del perigeo" (delta máximo en tiempo con respecto al paso por el perigeo, distancia relativa mínima, ...), o que, incluso, sea utilizado para referirse genéricamente a las lunas llenas de grandes tamaños angulares, sin precisar cotas concretas, con lo cual todo esto hace que muchas veces el concepto conduzca a confusión y sea ampliamente malinterpretado.
Aunque no es un término científico, si se acepta la definición original arbitraria de Nolle astronómicamente una superluna (llena) sería, literalmente, una luna llena (180° de diferencia de longitud eclíptica con respecto al sol) tal que dRelativaApogeo=(dApogeoOrbita - dLunaLlena)/(dApogeoOrbita - dPerigeoOrbita)>=0,9, donde dApogeoOrbita/dPerigeoOrbita son las distancias geocéntricas al perigeo/apogeo de esa órbita en concreto. Nótese que la definición se establece en términos de distancia relativa al perigeo/apogeo de una órbita dada, y no en términos de unos valores concretos de distancia o tamaño angular, con lo cual no necesariamente las mayores superlunas (máximas aproximaciones al perigeo) se corresponden con máximos tamaños aparentes en términos globales, ya que las mayores aproximaciones podrían suceder en órbitas más cortas y no tener repercusión visual. Esa definición arbitraria tan poco restrictiva de Nolle implica que, lejos de ser algo excepcional, puede haber sorprendentemente cuatro o más superlunas por año, siempre en grupos de cuatro o cinco seguidas.
Las diferencias de tamaño entre una de estas superlunas y otras lunas llenas normales pueden llegar a ser de hasta un 14 %, unos 4 minutos de arco, en casos extremos (luna cerca del perigeo vs. luna cerca del apogeo), de en torno al 6.5 %, unos 2 minutos de arco, si se compara una superluna grande con una luna llena media 'normal', y de en torno al 3 %, alrededor de un minuto de arco, si se comparan superlunas entre sí. Si la comparación se realiza entre las mayores de cada grupo de 4/5, más o menos una al año (unas nueve por década), las diferencias se reducen a un valor de en torno al 0.2 %, unos pocos segundos de arco, algo imperceptible a ojo desnudo. Las diferencias en brillo son de en torno a un 30 % en esos casos extremos, y de en torno a un 15 % con respecto a una luna llena media normal, lo cual en magnitud visual (ley de Pogson) se traduce en una variación de unas pocas décimas con respecto al valor medio de -12.7 de una luna llena media.

## Superluna llena de 2011

Comparativa entre los tamaños angulares geocéntricos (en segundos de arco) de las lunas llenas de la década 2010-2020. Las superlunas (distancia relativa al apogeo >= 0.9) se muestran en rojo, y las mayores de cada grupo de 4/5 en rojo grueso. La superluna de noviembre de 2016, la de mayor tamaño angular del intervalo 1948-2034, se muestra en verde como referencia (efemérides DE432/LE432 JPL).

La superluna llena del 19 de marzo de 2011 estuvo a solo una hora del perigeo, el punto en que la Luna se acerca más a la Tierra, a una distancia de 356 577 kilómetros. Por ello se vio un 14 por ciento más grande y hasta un 30 por ciento más brillante (que en el apogeo). Nótese, sin embargo, que el ojo humano percibe las diferencias de brillo de forma logarítmica (magnitudes, no brillos).

## Superlunas llenas de 2014

Distancia Tierra-Luna durante el año 2016.

En 2014 se dio la circunstancia de que el movimiento orbital que se acerca y se aleja de la Tierra coincidió con tres fases de luna llena. Por ello, ese año hubo hasta tres oportunidades para ver la luna con un tamaño extraordinariamente grande y con una mayor luminosidad. La primera fue el sábado 12 de julio, la siguiente el domingo 10 de agosto y la tercera el martes 9 de septiembre.

## Mitos
Richard Nolle ha argumentado que tres días después de producido el fenómeno de la superluna, la Tierra está más sujeta a desastres naturales como terremotos y actividades volcánicas debido a la mayor fuerza gravitacional de la Luna. Sin embargo, numerosas organizaciones mundialmente conocidas han argumentado que estos fenómenos naturales no se producirán.
Nada de esto ha ocurrido nunca con las anteriores superlunas llenas, como la de 1993 o la superluna llena de 1975, pero la de 2011 tuvo lugar poco después del terremoto y tsunami de Japón, al igual que la de 1939 que tuvo lugar unos días antes del terremoto de Chillán.
Leyendas que se esparcieron sobre todo durante la Edad Media aseguraban que en la fase de la luna llena la gente se enloquecía por los haces lunares que el satélite dirigía hacia la tierra. Aunque estas teorías se descartaron hace mucho tiempo, muchas veces en la actualidad se sigue utilizando las palabra lunático como sinónimo de "loco".

## Mareas altas de perigeo
Durante las superlunas deben darse las mayores mareas ya que se unen dos factores: Como en toda luna llena la Tierra se encuentra entre la Luna y el Sol, sumándose ambas contribuciones, lo que se conoce como 'marea viva'. Y por otra parte al estar cerca del perigeo la atracción de la Luna es mayor que en otras ocasiones, lo que se conoce como 'marea de perigeo'. 
La fuerza de marea es inversamente proporcional al cubo de la distancia entre los cuerpos. 
La altura del agua en las mareas marinas es proporcional a ella (junto a otros factores locales). Si en una superluna la distancia es un 10 % menor, la marea será en principio cerca de un 37 % mayor, ya que  0,9^-3 = 1,37.